# Bobigny – Pablo Picasso metróállomás
A Bobigny – Pablo Picasso egy metróállomás Franciaországban, Párizsban a párizsi metró 5-ös metróvonalán.

## Metróvonalak
Az állomást az alábbi metróvonalak érintik:
- 5-ös metróvonal
- 15-ös-metróvonal (építés alatt)

## Kapcsolódó állomások
A metróállomáshoz az alábbi állomások vannak a legközelebb:
- Bobigny – Pantin – Raymond Queneau (Place d’Italie, 5-ös metróvonal)
- Pont de Bondy (Champigny Centre, 15-ös-metróvonal, építés alatt)
- Drancy - Bobigny (Saint-Denis Pleyel, 15-ös-metróvonal, építés alatt)